# Charles Heirendt
Charles Heirendt (* 8. Oktober 1911 in Rümelingen, Luxemburg; † 20. Mai 1995 in Niederkorn, Luxemburg) war ein Luxemburger Leichtathlet.
Heirendt startete für den LAV Schifflingen. 1933 gewann er seine ersten vier Luxemburger Meistertitel: im Crosslauf, im 5000-Meter-Lauf, im 10.000-Meter-Lauf und in der 4-mal-1500-Meter-Staffel. Den letzten seiner 21 Meistertitel gewann er 1951 über 5000 Meter. Während der deutschen Besatzung Luxemburgs im Zweiten Weltkrieg nahm Heirendt an den deutschen Meisterschaften teil: 1942 wurde er hinter Otto Eitel Zweiter im 10.000-Meter-Lauf, 1943 belegte er über 5000 Meter den zweiten Platz hinter Max Syring.
Nach dem Ende des Zweiten Weltkriegs fanden 1946 in Oslo wieder Leichtathletik-Europameisterschaften statt. Am 22. August belegte Heirendt in 31:08,2 min den sechsten Platz über 10.000 Meter, einen Tag später lief er über 5000 Meter mit neuem luxemburgischen Landesrekord auf den elften Platz; außer Heirendt kam nur der Finne Viljo Heino auf beiden Strecken in die Wertung. 1947 gewann Heirendt als einziger Luxemburger den Košice-Marathon.

## Persönliche Bestleistungen
- 5000 Meter: 15:00,6 min (23. August 1946 in Oslo)
- 10.000 Meter: 31:08,0 min (1946)
- Marathon: 2:36:06 h (28. Oktober 1947 in Košice)